# Miragaia (khủng long)
Miragaia là một chi khủng long, được Mateus Maidment & N. Christiansen mô tả khoa học năm 2009.